# Pentodon kuwaitense
Pentodon kuwaitense är en skalbaggsart som beskrevs av S. Endrödi och Al-houty 1985. Pentodon kuwaitense ingår i släktet Pentodon och familjen Dynastidae. Inga underarter finns listade i Catalogue of Life.